# 成松信勝
成松信勝（天文9年（1540年）? - 天正12年3月24日（1584年5月4日））日本戰國武將，龍造寺隆信家臣。官位遠江守。
因為勇敢而且作戰出色，成為了著名的龍造寺四天王其中一人。1570年的今山之戰五千龍造寺軍被六萬的大友軍及肥前豪族包圍，鍋島直茂向龍造寺隆信建議夜襲大友軍本陣，成松信勝在混戰中斬殺了敵人的總司令大友親貞立下大功。
1584年，島津有馬聯軍在沖田畷之戰擊敗龍造寺氏，龍造寺隆信本人陣亡，成松信勝也殺入敵陣戰死。